# Claude Frollo
Claude Frollo è un personaggio del romanzo di Victor Hugo, Notre-Dame de Paris.
Arcidiacono della cattedrale di Notre-Dame di Parigi, nobile e alchimista solitario, Frollo è l'archetipo dell'intellettuale, appassionato di scienza e religione. La sua improvvisa e tarda passione amorosa per Esmeralda lo porterà a cadere nel peccato e ad abbandonare rapidamente i suoi studi e la sua curiosità sofistica, diventando un essere malvagio e criminale pronto a fare di tutto pur di raggiungere il proprio scopo.

## Vicende e ruolo nel romanzo
Si apprende così che Claude Frollo, nato nel 1446, appartenente a una famiglia di vassalli del vescovo di Parigi, fu destinato dai genitori, sin dall'infanzia, allo stato ecclesiastico.
Infatti, educato a leggere sui libri latini, fu rinchiuso dal padre nel collegio de Torchi nell'Université e "lì era cresciuto tra il messale e il lexicon".
Ragazzo triste, serio, silenzioso, studiava con ardore senza dedicarsi ad altri svaghi. In un primo momento si dedicò alla teologia, poi al diritto canonico, infine alla medicina, alle arti liberali e alle lingue ovvero latino, greco ed ebraico.
Nel 1466, una pestilenza uccise i genitori ed egli si prese cura del fratello Jean, l'unico scampato della propria famiglia e, preso dalla pietà, lui che fino ad allora non aveva amato altro che i libri, riversò tutto il suo affetto sulla creatura, "fu assai più di un fratello per quel bimbo: fu una mamma".
Il pensiero per il fratello non lo distrasse dai suoi studi, anzi, si dedicò con ancor maggiore ardore avendo come unico fine la felicità e il successo di Jean. Del resto, i meriti, il sapere, il suo titolo di vassallo vescovile, gli aprirono le porte della chiesa e a 20 anni, con speciale dispensa, era già prete con il compito di celebrare l'ultima messa.
Una domenica, di ritorno dall'altare, attirato da un gruppo di anziane donne vicino al letto dei trovatelli, vi si avvicinò, scoprendovi un bambino di circa 4 anni, gobbo, deforme e pertanto oggetto del timore popolare che si trattasse del figlio di una strega e in quanto tale, degno del rogo.
Disinteressandosi dell'opinione della piccola folla attorno lo adottò battezzandolo con il nome di Quasimodo, dal giorno in cui lo aveva trovato, era infatti la domenica in Albis o Quasi modo (dalle prime parole dell'Introito della Messa del giorno) o in riferimento alla deformità.
Vent'anni dopo, don Claude Frollo, monsignore, arcidiacono di Josas, sempre più contristato e scoraggiato dalla vita scapestrata del fratello Jean, si è viepiù irrigidito dedicandosi ai suoi esperimenti di alchimia in uno studio sito su di una torre di Notre Dame.
Tali studi ben presto cominciarono ad attirare le attenzioni popolari e contribuirono non poco ad accentuare l'isolamento dell'arcidiacono che diventa oramai assai impopolare.
Frollo è talvolta vittima di pensieri passionali e benché abbia fatto voto di castità, s'innamora perdutamente della zingara Esmeralda; altri la vorrebbero conquistare, come il capitano Phoebus, meschino arciere del re che considera la ragazza come un oggetto da conquistare e non come una persona da amare, che verrà pugnalato alle spalle dallo stesso Frollo nel tentativo di ucciderlo. Esmeralda comunque si rifiuta di sposare Frollo. 
Mentre lei viene condannata all'esecuzione, Frollo prova un sadico piacere osservandola al patibolo; in seguito verrà ucciso a sua volta da Quasimodo, che lo spinge giù dalla torre.
Alcune scene sono state riprese da Luc Plamondon e Riccardo Cocciante nel musical Notre-Dame de Paris.

## Altri media
Il ruolo del personaggio fu cambiato nei film molte volte. Nella versione muta del 1923 Claude Frollo non rappresenta il perfido, ma un buon arcidiacono, e il vero cattivo è impersonato dal fratello più giovane Jehan. Stessa cosa nel film del 1939, in cui Claude è l'arcidiacono della cattedrale di Notre Dame, mentre il fratello Jehan è un importante giudice di Parigi e rappresenta il cattivo. Nelle seguenti versioni (1956 e 1982) Claude Frollo torna ad avere il suo classico ruolo di arcidiacono e cattivo del romanzo.
| Attore               | Versione                                                                       | Personaggio               |
| -------------------- | ------------------------------------------------------------------------------ | ------------------------- |
|                      | Notre-Dame de Paris                                                            | Arcidiacono Claude Frollo |
| Walter Law           | The Darling of Paris                                                           | Arcidiacono Claude Frollo |
| Annesley Healy       | Esmeralda                                                                      | Arcidiacono Claude Frollo |
| Brandon Hurst        | Il gobbo di Notre Dame, versione del 1923                                      | Jehan Frollo              |
| Sir Cedric Hardwicke | Il gobbo di Notre Dame, versione del 1939                                      | Giudice Jehan Frollo      |
| Alain Cuny           | Il gobbo di Notre Dame, film 1956                                              | Arcidiacono Claude Frollo |
| James Maxwell (voce) | Il gobbo di Notre Dame, adattamento del 1966                                   | Arcidiacono Claude Frollo |
| Kenneth Haigh        | The Hunchback of Notre Dame, adattamento del 1977                              | Arcidiacono Claude Frollo |
| Derek Jacobi         | Il gobbo di Notre Dame, film 1982                                              | Arcidiacono Claude Frollo |
| Ron Haddrick (voce)  | Il gobbo di Notre Dame, adattamento del 1986                                   | Arcidiacono Claude Frollo |
| Vlasta Vrana (voce)  | Quasimodo                                                                      | Arcidiacono Claude Frollo |
| Tony Jay (voce)      | Il gobbo di Notre Dame, versione Disney del 1996                               | Giudice Claude Frollo     |
| Richard Harris       | The Hunchback, film 1997                                                       | Arcidiacono Claude Frollo |
| Daniel Lavoie        | Notre-Dame de Paris, spettacolo del 1998                                       | Arcidiacono Claude Frollo |
| Richard Berry        | Quasimodo d'El Paris                                                           | Serge Frollo              |
| Vittorio Matteucci   | Notre-Dame de Paris, musical di Cocciante                                      | Arcidiacono Claude Frollo |
| Sergio Dragone       | Notre Dame al tempo delle cattedrali, regia di Marco Ursillo, Vairano Patenora | Arcidiacono Claude Frollo |